# ラジオロマンス〜愛のリクエスト〜
『ラジオロマンス〜愛のリクエスト〜』(朝: 라디오 로맨스、Radio Romance)は、韓国KBSにて2018年1月29日から3月20日まで放送されたテレビドラマ。全16話。

## あらすじ
放送局に勤めて4年目のソン・グリム（キム・ソヒョン）は、幼い頃から夢見ていたラジオ作家になったが、才能がなく未だにアシスタントとして働いている。連絡が途絶えるゲストを捜し出し、ワガママなDJをなだめ、企画会社のご機嫌取り、ミスする後輩の世話…気難しくて傍若無人な人たちの機嫌を取る毎日だった。そんなある日、ラジオ局の破天荒なラジオPDイ・ガン（ユン・バク）から、押しも押されもせぬトップスターのチ・スホ（ユン・ドゥジュン (Highlight)をDJにキャスティングすればメイン作家をさせてくれるという提案を受け、スホのキャスティングプロジェクトに取り組み始める。チ・スホは、国民的俳優の父とモデル出身の母の間に生まれ、子役としての活動を経てトップ俳優になった。しかし、彼は仮面をかぶった二つの顔を持つスターだった。世間が憧れるような人物を演じているが、いつか仮面の下の本当の自分が世間に知られるのではないかと悩み、慢性うつ病を患っている。そんなある日、自分をDJにキャスティングしなければならないと言って付きまとうソン・グリムに出会う。

## キャスト

### メイン
- チ・スホ：ユン・ドゥジュン (Highlight)／幼少期：ナム・ダルム
- ソン・グリム：キム・ソヒョン／幼少期：イ・レ
- イ・ガン：ユン・バク
- チン・テリ：ユラ (Girl's Day)

### スホとグリムの周辺の人たち
- ナム・ジュハ：オ・ヒョンギョン
- チ・ユンソク：チ・ユンソク
- チョ・エラン：キム・イェリョン
- ジェイソン：クァク・ドンヨン
- キム・ジュヌ：ソン・ハジュン

### ラジオ局
- ラ・ラヒ：キム・ヘウン
- イ・スンス：イム・ジギュ
- コ・フンジョン：チョ・ビョンギュ
- カン・ヒソク：イ・ウォンジョン
- ムン・ソンウ：ユン・ジュサン

### その他
- カン・ミヌ：ユグォン (Block B) ※第1話特別出演
- オ・ジンス：チ・イルジュ ※第2-3話特別出演
- ジェイ：ボナ (宇宙少女) ※第5話特別出演
- ウ・ジウ：チェ・ミニョン

## 放送日程
| 放送話 | 韓国放送日    | 韓国視聴率 | 韓国視聴率 |
| 放送話 | 韓国放送日    | 全国       | 首都圏     |
| ------ | ------------- | ---------- | ---------- |
| 第1話  | 2018年1月29日 | 6.2%       | 6.3%       |
| 第2話  | 2018年1月30日 | 5.2%↓      | 5.4%↓      |
| 第3話  | 2018年2月5日  | 6.2%↑      | 6.4%↑      |
| 第4話  | 2018年2月6日  | 5.5%↓      | 5.8%↓      |
| 第5話  | 2018年2月13日 | 6.5%↑      | 6.6%↑      |
| 第6話  | 2018年2月13日 | 5.5%↓      | 6.2%↓      |
| 第7話  | 2018年2月20日 | 4.8%↓      | 5.3%↓      |
| 第8話  | 2018年2月20日 | 4.6%↓      | 5.2%↓      |
| 第9話  | 2018年2月26日 | 5.1%↑      | 6.0%↑      |
| 第10話 | 2018年2月27日 | 4.7%↓      | 5.6%↓      |
| 第11話 | 2018年3月5日  | 4.4%↓      | 5.2%↓      |
| 第12話 | 2018年3月6日  | 4.6%↑      | 5.0%↓      |
| 第13話 | 2018年3月12日 | 4.1%↓      | 4.5%↓      |
| 第14話 | 2018年3月13日 | 4.1% -     | 4.4%↓      |
| 第15話 | 2018年3月19日 | 4.1% -     | 4.2%↓      |
| 第16話 | 2018年3月20日 | 4.2%↑      | 4.6%↑      |

## 受賞歴
- 2018 KBS演技大賞：青少年演技賞(男性部門)(ナム・ダルム)[3]